# Голышенкова, Елена Всеволодовна
Елена Всеволодовна Голышенкова (род. 6 января 1956 года, Саранск, Мордовская АССР, СССР) — советский и российский искусствовед, член-корреспондент РАХ (20).

## Биография
Родилась 6 января 1956 года в Саранске Мордовской АССР, где живёт и работает.
В 1978 году — окончила филологический факультет, искусствоведческий факультет Мордовского государственного университета имени Н. П. Огарева.
С 1978 года работает в Мордовском республиканском музее изобразительных искусств имени С. Д. Эрьзи.
В 1984 году — прошла подготовку музейных сотрудников при Институте повышения квалификации работников культуры СССР, а также стажировки — в Государственном Русском музее (1982), в Художественном музее Татарстана (1987), в Государственном Эрмитаже (1990).
С 2005 года — член Союза художников России.
С 1979 по 1982 годы — преподаватель истории зарубежного искусства в институте общественных профессий Мордовского государственного университета имени Н. П. Огарева, с 1990 по 1992 годы — старший преподаватель кафедры истории мировой и национальной культуры Мордовского государственного педагогического института имени М. Е. Евсевьева, с 1993 по 1995 годы — старший преподаватель кафедры культурологии, а с 2021 года — старший преподаватель кафедры культурологии и библиотечно-информационных ресурсов Мордовского государственного университета имени Н. П. Огарева.
С 2010 года — член творческой комиссии по искусствоведению и художественной критике Союза художников России, с 2007 по 2012, а затем с 2017 года — член правления Союза художников Республики Мордовия.
В 2022 году — избрана членом-корреспондентом Российской академии художеств от Отделения искусствознания и художественной критики.

## Творческая деятельность
Автор монографий и альбомов: «Валентин Попков. Живопись. Графика» (Саранск: «Крас. Окт.», 2002); «Владимир Илюхин. Живопись» (Саранск: «Крас. Окт.», 2004); «Ревель Федоров. Живопись. Графика» (Чебоксары, 2005); «Николай Рожков. Живопись» (Саранск: «Крас. Окт.», 2006); «Союзу художников Мордовии 70 лет» (Саранск, 2007); «Большая Волга Х. Юбилейная региональная художественная выставка» (Чебоксары, Самара. 2008); «Братья Шадрины. Живопись. Графика» (Саранск: «Крас. Окт.», 2009); «Волга молодая. Межрегиональная выставка произведений молодых художников» (Саранск, 2010); «Народный художник России Аркадий Егуткин. Живопись. Графика. Скульптура» (Ульяновск: Изд-во «Корпорация технологий продвижения», 2011); «Большая Волга ХI. Региональная художественная выставка» (Казань, Пермь, Йошкар-Ола, 2013); «Никита Пичугин. Живопись» (Саранск: Изд-во Конст. Шапкарин, 2014); «Союз художников Республики Мордовии. 1937—2017» (Саранск, 2017); «Большая Волга XII» (Н. Новгород, 2018); «Владимир Илюхин: альбом-монография» (Саранск: «Крас. Окт.», 2020); «Скульптор Николай Филатов: альбом-монография» (Саранск, 2022).
Куратор более 100 крупных персональных, республиканских, региональных, межрегиональных, международных выставок, в том числе народного художника СССР, Президента РАХ З. К. Церетели (Саранск, 2007); академиков РАХ В. Н. Ржевского, Е. А. Ржевской (Саранск, 2016—2017), Е. З. Церетели, Т. А. Кочемасовой (Саранск, 2023); членов-корреспондентов РАХ А. Н. Баргова (Саранск, 2015, 2020), Н. М. Филатова (Саранск, 2023); почетного академика РАХ Л. Н. Нарбековой (Саранск, 2019); 70- 80- 85-летия СХ Республики Мордовия (Саранск, 2007; Москва, Саранск, 2017, 2022), а также народных и заслуженных художников РСФСР В. Д. Илюхина (Саранск, 2004, 2008, 2018, 2023) и В. А. Попкова; выставки-конкурса Межрегионального академического проекта «Красные ворота / Против течения» (Саранск, 2018, 2020) и многих других.

## Награды
- Заслуженный работник культуры Республики Мордовия (2006)
- Премия Главы Республики Мордовия (2015)
- Премия имени Степана Эрьзи в области музейного дела (2018)
- благодарность Главы Республики Мордовия (2012, 2020), памятная медаль «За вклад в проведение чемпионата мира по футболу» (2018)

Почетные грамоты:
- Государственного собрания Республики Мордовия (1996), Правительства Республики Мордовия (2003), Министерства культуры МАССР и РМ (1985, 1995, 2010), Министерства культуры Российской Федерации (2011);

Награды РАХ
- Серебряная медаль РАХ (2009), диплом РАХ (2011), благодарности РАХ (2007, 2017, 2018, 2020, 2022)